# Cypripedium macranthos
Cypripedium macranthos es un miembro del género Cypripedium dentro de la familia Orchidaceae. Se distribuye por todo el continente asiático.

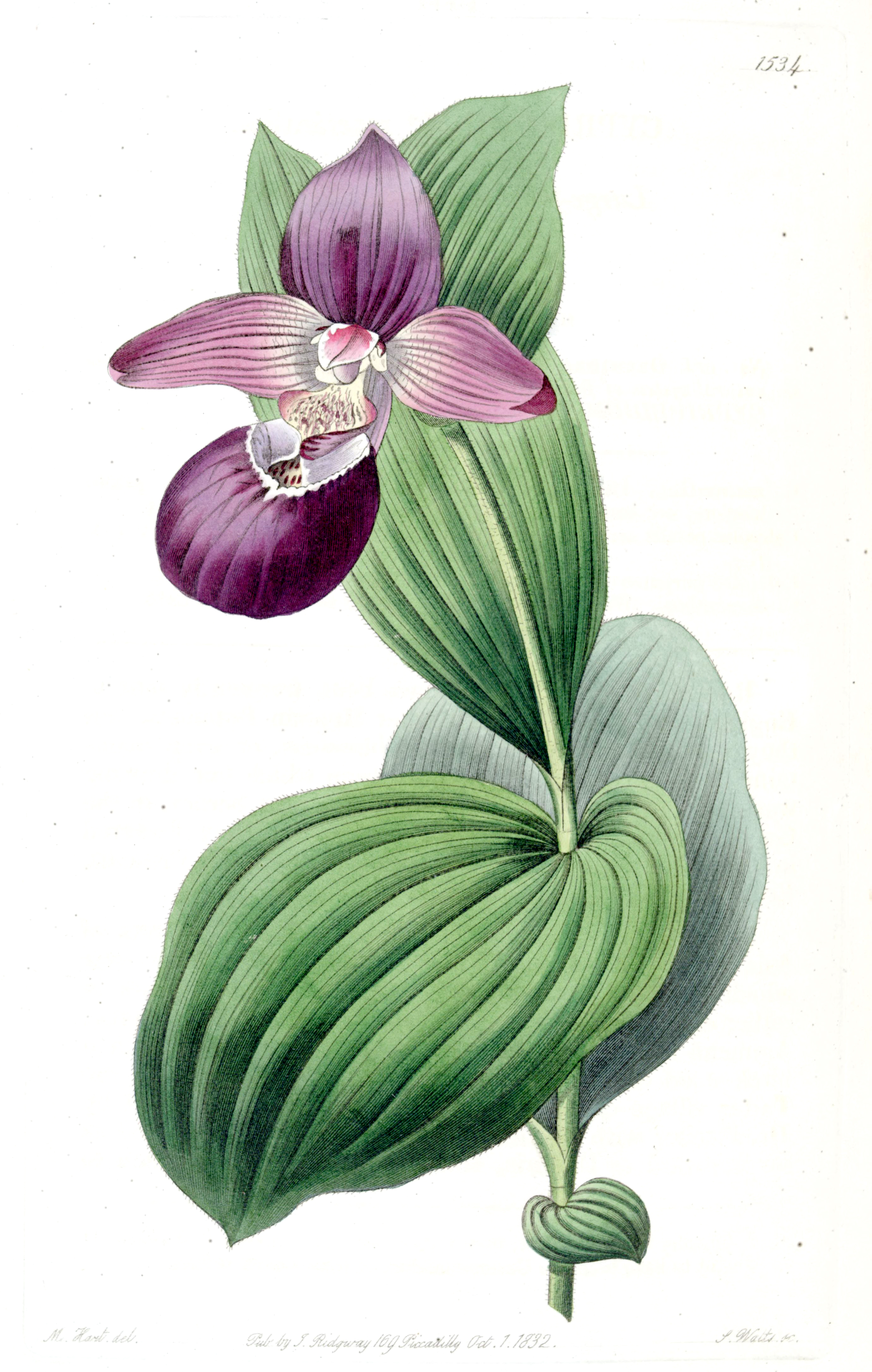
Ilustración

## Distribución y hábitat
Se encuentra en Bielorrusia, Rusia asiática, China, Mongolia, Japón, Corea y Taiwán en el humus y suelos drenados en los bosques planifolios y matorrales en las laderas de alturas de 500 a 2300 metros.

## Descripción
Es una orquídea de tamaño medio, de entre 15 y 5 cm, que prefiere el clima frío. Tiene un hábito terrestre con un tallo que lleva 3 a 6 hojas, oblongas,  alternas y plegadas que florece en la primavera y principios del verano en una inflorescencia terminal, lila o púrpura, erecta, con 1 a 2  flores con grandes brácteas como hojas.

## Taxonomía
Cypripedium macranthos fue descrita por Peter Olof Swartz y publicado en Kongl. Vetenskaps Academiens Nya Handlingar 21: 251. 1800.
Etimología
El nombre del género viene de « Cypris», Venus, y de "pedilon" = "zapato" o "zapatilla" en referencia a su labelo inflado en forma de zapatilla.
macranthos; epíteto griego de μακροϛ, macros que significa "grande, largo".
Sinonimia
- Cypripedium macranthon Sw. (1800)
- Cypripedium macranthum Sw. (1800))
- Sacodon macranthos (Sw.) Raf. (1838)
- Cypripedium thunbergii Blume (1859)
- Cypripedium speciosum Rolfe (1911)
- Cypripedium speciosum var. albiflorum Makino (1926)
- Cypripedium thunbergii f. albiflorum (Makino) Okuyama (1955)
- Cypripedium macranthos var. atropurpureum Aver. (1999)[5][6]